# Pseudepicorsia septentrionis
Pseudepicorsia septentrionis là một loài bướm đêm trong họ Crambidae.